# كودزاني تشيوراي

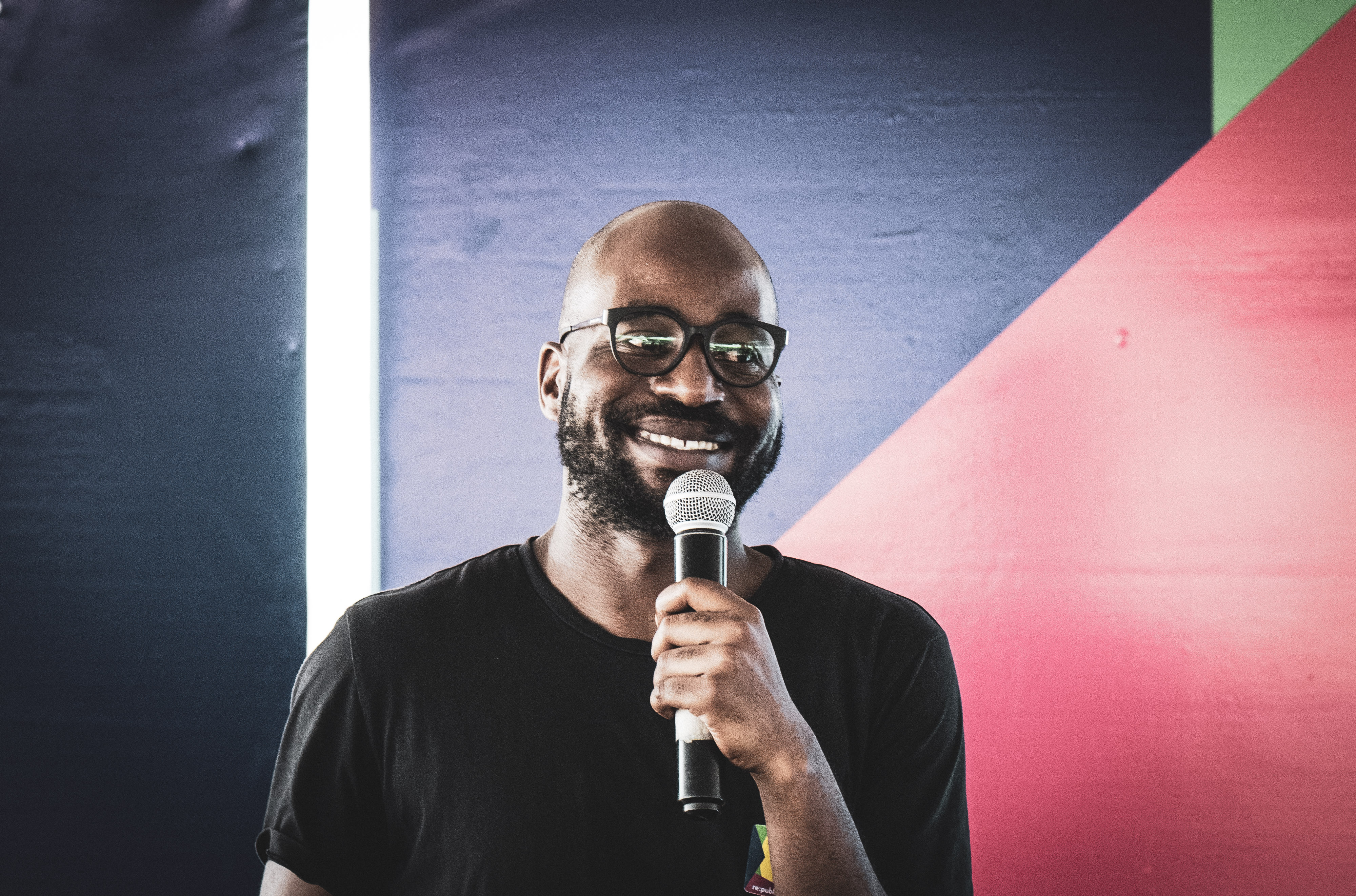
كودزاني تشيوراي في حفل موسيقي

كودزاني تشيوراي (بالإنجليزية: Kudzanai Chiurai)(مواليد 1981) هو فنان وناشط زيمبابوي. تجمع أعماله الفنية بين استخدام الوسائط المختلطة التي تتضمن استخدام اللوحات والرسومات ومقاطع الفيديو والصور الفوتوغرافية للتعبير ومعالجة القضايا الاجتماعية والسياسية والثقافية في زيمبابوي.
منذ معرضه الفردي الأول في عام 2003، عُرضت أعماله الفنية في Museum of Modern Art في مدينة نيويورك، وفي Museum für Moderne Kunst في فرانكفورت، ومتحف فيكتوريا وألبرت في لندن، و documenta في كاسل بألمانيا. أدرجته مجلة فوربس ضمن «ثلاثة عشر أفريقيًا يجب مشاهدتهم في عام 2013». في عام 2015، تم اختياره من بين «15 مبدعًا أفريقيًا شابًا يعيدون تسمية إفريقيا» من قبل مجلة فوربس.
كودزاني ليس فنانًا فحسب، بل هو أيضًا شاعر وناشط وفيلسوف ثقافي يعالج الظلم الاجتماعي والسياسي في زيمبابوي. كودزاني غير معروف كمصور، لكنه يتعاون مع مصورين آخرين لتنويع التصوير الفوتوغرافي في الاستوديو.

## الحياة والوظيفة
وُلد كودزاني عام 1981 في هراري عاصمة زيمبابوي، لكنه أمضى معظم سنواته في جنوب إفريقيا حيث أصبح أول طالب أسود يتخرج بدرجة البكالوريوس في الفنون الجميلة من جامعة بريتوريا. ويعتبر أيضًا جزءًا من الجيل «الأحرار من الولادة» حيث أنه ولد بعد عام واحد من استقلال زيمبابوي.
بدأ حياته المهنية برسم المناظر الطبيعية والصور الشخصية حتى غادر بلده زيمبابوي إلى جنوب إفريقيا حيث طور اهتمامًا باستخدام الفن كوسيلة من وسائل التعبير عن القضايا الاجتماعية والسياسية. في عام 2004، ذهب تشيوراي إلى المنفى الاختياري بعد أن تلقى تهديدات بالاعتقال بعد معرضيه Rau Rau و Battle of Zimbabwe، وهما عملان فنيان مثيران للجدل يصوران روبرت موغابي كشخصية شيطانية خلال التحضير للانتخابات العامة في زيمبابوي لعام 2008.
في عام 2012، تم عرض فيلمه القصير Iyeza خلال مهرجان صندانس السينمائي 2013.
فاز كودزاني بجائزة FNB الفنية في جنوب إفريقيا.

## الأسلوب الفني
يستخدم كودزاني الذكورة والقوة كأسلوب في معظم أعماله الفنية لتمثيل الغموض السياسي في جنوب إفريقيا. تجلت فكرة الذكورة والقوة أيضًا في أحد معارضه الجماعية بعنوان «الرئيس الأسود» و «وزير المشاريع» و «الموت ليكونوا رجالًا».
يستخدم كودزاني الفن لتصوير محيطه مثل المتاجر الحضرية في جوهانسبرج وحقيقة أنه يركز على مدن جنوب إفريقيا في معظم أعماله الفنية.

## الأعمال الفنية
أنشأ كودزاني مجموعة من الملصقات باسم "Conflict Resolution" والتي تعرض موضوعات الخلاف والعنف إلى جانب الطرق التي يحل بها الناس هذه الخلافات.
استخدم التصوير الرقمي والطباعة لإنشاء هذه الملصقات بعنوان «حل النزاعات» والتي تتحدث عن القضايا الاجتماعية والسياسية في جنوب إفريقيا.
يتم عرض أعمال الفيديو الخاصة به على الجدران في متحف زوكرمان حيث يتناول الفيديو الفجوة بين وجهات النظر الغربية لأفريقيا وحقائق القارة الأفريقية.
تم دمج فكرة العولمة أيضًا في أعماله الفنية.

## المعارض

### معارض فردية
- 2003: الثورة لن تبث على التلفاز، معرض بريكستون للفنون، لندن
- 2013: 16SNLV، نيوتاون، جوهانسبرغ، جنوب إفريقيا
- 2015: مختارات من الوحي، متحف فنون الشتات الأفريقي المعاصرة، بروكلين
- 2016: كابو كا موالا / سلة الفتاة، المتحف الوطني في زيمبابوي

### معارض جماعية
- 2005: المصالحة، جامعة بريتوريا
- 2006: داكار، داكار، السنغال للرسم الجديد، KZNSA، ديربان
- 2008: أفريقيا الآن، برج دائري، كوبنهاغن؛ مركز شمال النرويج للفنون، لوفوتين، النرويج؛ ومتحف تامبيري للفنون، فنلندا
- 2008: مهرجان ملبورن للاستنسل، ملبورن، أستراليا
- 2009: لنا، معرض جوهانسبرج للفنون
- 2009: وزير المشاريع
- 2009: الرئيس الأسود
- 2009: معرض باريس للصور، باريس، فرنسا
- 2010: لمن يعيشون فيها، إم يو، هولندا
- 2010: سبيس، متحف إفريقيا، جوهانسبرج، جنوب إفريقيا
- 2010: مهرجان صورة إيرلندا، دبلن، أيرلندا
- 2010: أكثر اخضرارًا من الجانب الآخر، Co-op، جوهانسبرغ، جنوب إفريقيا
- 2010: بينالي القاهرة، القاهرة، مصر
- 2011: انطباعات من جنوب إفريقيا، 1965 حتى الآن، متحف الفن الحديث في نيويورك
- 2011: über (W) unden - الفن في الأوقات العصيبة، معهد جوته، جنوب إفريقيا
- 2011: شخصيات وخيالات: صورة معاصرة لجنوب إفريقيا، متحف فيكتوريا وألبرت، لندن.[21]
- 2011: آرت بازل: ميامي بيتش، ميامي، فلوريدا، الولايات المتحدة الأمريكية
- 2011: 11 أرس في متحف كياسما للفن المعاصر، هلسنكي، فنلندا
- 2012: dOCUMENTA (13)، كاسل، ألمانيا [22]